# Spilornis klossi
La culebrera de Gran Nicobar o culebrera de Nicobar (Spilornis klossi) es una especie de ave accipitriforme en la familia Accipitridae.

## Distribución y hábitat
Es endémica de la isla Gran Nicobar, perteneciente a la India.